# Liart
Liart település Franciaországban, Ardennes megyében. Lakosainak száma 596 fő (2022. január 1.). Liart Aouste, La Férée, Logny-Bogny, Maranwez, Marlemont és Prez községekkel határos.

## Népesség
A település népességének változása:
| Lakosok száma | 627  | 595  | 587  | 535  | 556  | 584  | 605  | 616  | 618  | 596  |
|               | 1968 | 1982 | 1990 | 2006 | 2013 | 2015 | 2017 | 2019 | 2020 | 2022 |